# Entomobrya lanuginosa
Entomobrya lanuginosa is een springstaartensoort uit de familie van de Entomobryidae. De wetenschappelijke naam van de soort is voor het eerst geldig gepubliceerd in 1841 door Nicolet.